# 梅格·兰宁
梅格·兰宁（英語：Meg Lanning，1992年3月25日—），生于新加坡，澳大利亚女子板球运动员。她曾代表澳大利亚国家队参加2022年英联邦运动会板球比赛，获得一枚金牌。